# 常泉寺 (墨田区)
常泉寺（じょうせんじ）は、東京都墨田区に所在する日蓮正宗の寺院。山号は久遠山（くおんざん）。

## 起源と歴史
当寺は日是によって1596年（慶長元年）に創建された。日是は元天台僧であったが、総本山大石寺第13世法主日院の弟子になったと大石寺第53世法主日盛は記している。その後仙台の日尊開基の佛眼寺第2代住職となり、後年江戸に戻り兄の寄進を受けて常泉寺を建立した。常泉寺建立当初は天台宗寺院であったと言われるのは、常泉寺近隣の天台宗長命寺の旧名が常泉寺であったことが誤解を生んだ。また日蓮正宗および常泉寺の公式発行物にも日是は「元天台僧」とは書かれているが、常泉寺が「天台宗寺院であった」と書かれているものは存在していない。
同宗の古刹寺院であり、大石寺に次ぐ名刹である。また「末寺頭（まつじがしら）」「大石寺末寺筆頭」などとも呼ばれる。
43代の住職のうち40代日淳（大石寺65世）、42代日顕（大石寺67世）をはじめ18名が総本山大石寺の法主として登座している。
現在の住職は43代・藤本日潤（日蓮正宗重役）である。

## 歴代住職
- 開基・初代 仙樹院日是贈上人
- 第2代 是照院日和
- 第3代 達行院日深
- 第4代 詮量院日解
- 中興・第5代 大遠阿本行院日優贈上人
- 第6代 圓浄阿本住坊日運
- 第7代 大信阿大本坊日顕贈上人（日衆）
- 第8代 京極阿大乗坊日善
- 第9代 和泉阿大円坊日義
- 第10代 式部阿大壽坊日遠贈上人
- 第11代 中邑阿専了坊日喜贈上人
- 第12代 杉戸阿壽延坊日親
- 第13代 国一阿正入坊日満
- 第14代 日純上人（日蓮正宗総本山大石寺第39世、遠妙阿闍梨、専光院、活了、日明）
- 第15代 松戸阿専要坊日実
- 第16代 日厳上人（日蓮正宗総本山大石寺第42世、山川阿闍梨、要順院、寛礼、日満、山川姓）
- 第17代 日相上人（日蓮正宗総本山大石寺第43世、忍行阿闍梨、尚道院、活如、日衣、賀川姓）
- 第18代 賀国阿貞浄坊日性（貞亮、小川姓）
- 第19代 日珠上人（日蓮正宗総本山大石寺第47世、覚授阿闍梨、浄明院、覚英、日珍、小川姓）
- 第20代 佐野阿本量院日扇贈上人（教好、佐野姓）
- 第21代 日宣上人（日蓮正宗総本山大石寺第44世、真成院、隆順）
- 第22代 日誠上人（日蓮正宗総本山大石寺第50世、武蔵阿闍梨、本勝院、慈存、町田姓）
- 第23代 日量上人（日蓮正宗総本山大石寺第48世、久遠阿闍梨、本寿院、一要、日世、清姓）
- 第24代 日霑上人（日蓮正宗総本山大石寺第52世、常陸阿闍梨、妙道院、慈成、日存、鈴木姓）
- 第25代 東光地阿高恩坊日現（全寿）
- 第26代 尚道阿義円坊日全
- 第27代 日盛上人（日蓮正宗総本山大石寺第53世、板倉阿闍梨、廣道院、泰覚、板倉姓）
- 第28代 日胤上人（日蓮正宗総本山大石寺第54世、千葉阿闍梨、英俊院、泰賢、千葉姓）
- 第29代 徳島阿正道院俊奘坊日樹贈上人（俊旭、山口姓）
- 第30代 日應上人（日蓮正宗総本山大石寺第56世、大石阿闍梨、法道院、慈含、日雄、大石姓）
- 第31代 日柱上人（日蓮正宗総本山大石寺第58世、寂照阿闍梨、小出阿闍梨、自鑑院、慈鑑、日含、日浄、土屋姓）
- 第32代 筑紫阿廣布院日奘贈上人（福岡阿闍梨、富士本阿闍梨、廣正、廣周、智境、日意、富士本姓）
- 第33代 宮城阿法乗院日照（日普、釈妙覚）
- 再住 日柱上人（日蓮正宗総本山大石寺第58世、当寺・第31代）
- 第34代 慈一阿慧命院日昇贈上人（佐藤姓）
- 第35代 日亨上人（日蓮正宗総本山大石寺第59世、水鑑阿闍梨、慧日院、慈琳、堀姓）
- 第36代 日開上人（日蓮正宗総本山大石寺第60世、信夫阿闍梨、証行院、法運、阿部姓）
- 第37代 日隆上人（日蓮正宗総本山大石寺第61世、石柳阿闍梨、一道院、秀道、水谷姓）
- 第38代 日昇上人（日蓮正宗総本山大石寺第64世、摂津阿闍梨、慈眼院、秀円、水谷姓）
- 第39代 信濃阿宣行院日総贈上人（広健、下山姓）
- 第40代 日淳上人（日蓮正宗総本山大石寺第65世、龍谷阿闍梨、信乗院、泰榮、堀米姓）
- 第41代 富士阿妙玄院日深上人（法玄、高野姓）
- 第42代 日顕上人（日蓮正宗総本山大石寺第67世、越洋阿闍梨、信雄、阿部姓）
- 第43代 妙証阿常徳院日潤（榮道、藤本姓、現・日蓮正宗重役）

## 伽藍・史跡
- 所在地は〒131-0033 東京都墨田区向島三丁目12番15号。
- 現在の伽藍は、山門・本堂・客殿・御宝蔵・大玄関・庫裡・手水舎・納骨堂・墓地よりなる。本堂は檀家であった建築家横山公男が設計したものである。
- 本堂は別体三宝式である。中央に曼陀羅本尊、左右に日蓮と日興の御影像が安置されている。
- 客殿は一体三宝式を奉安。
- 常泉寺の旧本堂は1961年（昭和36年）、千葉県の日蓮正宗清涼寺（しょうりょうじ）へ移築された。

## 常泉寺の講中
- 江戸時代の常泉寺の講中（法華講を総称）は関東各地に最盛期は大小合わせて36箇講中あった。
- 36箇講中は時代が下るにつれ、統合や解散するなどして昭和20年代には5箇講中になった。
- 1962年に日蓮正宗法華講全国連合会が結成されることになり、5箇講中は統合されて常泉寺法華講となり、同講中は同連合会に加盟した。同連合会は後に日蓮正宗法華講連合会に改称している。

## 常泉寺の定期刊行物
- 寺報として『常の泉』を発行している。同寺の内部報として常泉寺檀信徒を対象に限定して頒布されている。
- 『常の泉』は2007年に合冊本第2巻が発行され、常泉寺檀信徒に限定して頒布された。

## エピソード
- 昭和3年、言問橋の完成にともない新たに作られた言問通りは、常泉寺の境内の中央を分断する形となった。政府は常泉寺に対し、代替地を用意し寺院を移転するよう提案したが、常泉寺は歴史が古いことを重要視し寺域を縮小して現在地にとどまった。ちなみに、道路（言問通り）を隔てた向かい側には同じく日蓮正宗の本行寺がある。本行寺は、江戸期の常泉寺の塔中「本行坊」[注釈 1]（戦時中まで常泉寺の末寺）がその起源である。
- 創価学会の戸田城聖の会長就任式は1951年（昭和26年）5月3日同寺院を借りて行われた。
- 広域暴力団松葉会の発会式は1953年(昭和28年)に常泉寺で挙行されている。松葉会は、団体等規正令で解散した関根組の系統を組むものの、（組長の）関根賢は立派な信仰の人であったと当時を知る常泉寺の檀家の方が証言している。関根も大和民労会会長・河合徳三郎の門下であるが、河合の墓も常泉寺の境内にある。

## 寺院周辺
- 本行寺
- 妙縁寺
- 隅田公園
- 言問橋

## 交通アクセス
- 東武伊勢崎線 とうきょうスカイツリー駅より徒歩5分
- 京成押上線 押上駅より徒歩7分
- 東京メトロ半蔵門線 押上駅
- 都営地下鉄浅草線 押上駅
- 都営地下鉄浅草線 本所吾妻橋駅より徒歩6分